# Axel Buchner
Axel Buchner (* 15. Mai 1961 in Stuttgart) ist ein deutscher Psychologe. Er doziert an der Heinrich-Heine-Universität Düsseldorf, wo er den Lehrstuhl für Allgemeine Psychologie und Arbeitspsychologie innehat. Von 2010 bis 2014 war er Prorektor, von 2014 bis 2023 war er CIO der Universität.

## Leben
Axel Buchner wurde in Stuttgart geboren. Er studierte Psychologie an der Universität Trier, an der University of Minnesota in Saint Paul sowie, als Fulbright-Stipendiat, an der University of Massachusetts in Amherst (beide USA). Nach seinem Zivildienst ging Buchner 1989 an die Rheinische Friedrich-Wilhelms-Universität Bonn, wo er 1992 seine Promotion im Fach Psychologie (mit den Nebenfächern Informatik und Theoretische Medizin) abschloss. Nach verschiedenen Tätigkeiten als wissenschaftlicher Mitarbeiter, Hochschulassistent und Hochschuldozent an den Universitäten Bonn und Trier erhielt Buchner 1998 in Trier die Venia Legendi im Fach Psychologie für seine Habilitationsschrift „Zur Trennung kontrollierter und automatischer Gedächtnisprozesse“.
2000 wechselte er auf die Professur für Allgemeine Psychologie und Arbeitspsychologie am Institut für Experimentelle Psychologie der Heinrich-Heine-Universität Düsseldorf. Von 2010 bis 2014 war Buchner zudem in Düsseldorf Prorektor für Hochschulmanagement und Internationales, danach übernahm er das Amt des CIO.

## Forschung
Buchners Forschungsschwerpunkte in der Grundlagenforschung liegen in den Bereichen Aufmerksamkeit, Wahrnehmung, Arbeitsgedächtnis, Langzeitgedächtnis, Lernen sowie der multinomialen Modellierung kognitiver Prozesse. Angewandte Forschungsarbeiten betreffen die Distanzwahrnehmung im Straßenverkehr, Arbeitsgedächtnisleistungen bei Lärm, die Darstellung von Text am Bildschirm, die Gestaltung von Beschilderungen sowie den Wissenserwerb aus multimedialen Lernumgebungen. Hinzu kommt Technologieforschung etwa zu Assistenzsystemen in Kraftfahrzeugen.

## Mitgliedschaften und Funktionen
Buchner war und ist Mitglied der Editorial Boards verschiedener Fachzeitschriften. Er ist Mitglied der Deutschen Gesellschaft für Psychologie (DGPs), der „European Society for Cognitive Psychology“ und der „Psychonomic Society“. Buchner übernimmt regelmäßig Gutachtertätigkeiten für Forschungsförderungseinrichtungen und Stiftungen.

## Auszeichnungen
- 2006: Charlotte-und-Karl-Bühler-Preis der Deutschen Gesellschaft für Psychologie[3]
- 1996: European Society for Cognitive Psychology Bertelson Lecture